# Stan Wright
Pour les articles homonymes, voir Wright.

a Compétitions nationales et continentales officielles uniquement.

b Matchs officiels uniquement.
Dernière mise à jour le 28 décembre 2024.
Stan Wright, né le 29 septembre 1978 à Rarotonga (Îles Cook), est un joueur international cookien de rugby à XV. Il joue au poste de pilier.
Après un début de carrière au pays de Galles, il lance réellement sa carrière professionnelle en Nouvelle-Zélande avec Northland en 2004. Il rejoint ensuite la province irlandaise du Leinster en 2006, avec il joue pendant cinq saisons, remportant plusieurs titres. En 2011, il poursuit sa carrière en France, et joue deux saisons en Top 14 avec le Stade français, puis deux autres avec le RC Narbonne en Pro D2, et enfin une saison en Top 14 avec l'US Oyonnax. Il rentre ensuite en Nouvelle-Zélande, où après une dernière saison en tant que joueur, il devient entraîneur.
International avec les Îles Cook, il participe à plusieurs campagnes de qualifications pour la Coupe du monde, et il est considéré comme l'un des joueurs les plus accomplis de cette petite nation insulaire.

## Biographie

### Formation et début de carrière (jusqu'en 2006)
Stan Wright est né sur l'île de Rarotonga dans les Îles Cook, et grandit dans le village de Titikaveka. Il commence à pratiquer le rugby à XV dès son plus jeune âge, et joue avec toutes les catégories d'âges de l'équipe de Titikaveka. En raison de son gabarit imposant, il est rapidement fixé au poste de pilier, et se voit régulièrement surclassé, au point de faire des débuts en senior à l'âge de seize ans au sein du championnat local,.
Après avoir terminé sa scolarité, il part en Nouvelle-Zélande, où il joue pour le club de Weymouth dans la banlieue d'Auckland, côtoyant brièvement la star All Black Jonah Lomu.
Maçon de métier, il travaille ensuite à Sydney en Australie, quand il accepte une offre pour aller jouer en Irlande pour le Shannon RFC. Alors qu'il est en route, il rencontre lors d'une soirée à Dublin une femme, dont le mari entraîne l'équipe galloise du Dunvant RFC (en), et il décide finalement de rejoindre ce club. Il joue une poignée de match avec cette équipe lors de la saison 1998-1999, avant de rejoindre l'année suivante le Ystradgynlais RFC (en) en troisième division galloise. Au terme de la saison, il doit rentrer aux Îles Cook sur la demande de sa mère, afin de lui construire sa maison.
Après avoir accompli cette tâche, il reprend sa carrière de joueur en Nouvelle-Zélande, jouant pour le club amateur des Auckland Marist, puis en représentant la province de Mid-Canterbury en 2002, en troisième division du championnat provincial néo-zélandais,.
Il représente l'équipe nationale des Îles Cook en 2001 et 2002, à l'occasion des qualifications pour la Coupe du monde 2003,.
Au niveau provincial, il joue pour l'équipe B de la province d'Auckland avant de rejoindre Northland en 2004, lançant par la même occasion sa carrière professionnelle à l'âge de vingt-six ans,. Il est largement remplaçant (huit matchs sur dix) lors de sa première saison, avant de devenir un titulaire régulier à partir de 2005.

### Révélation en Irlande (2006-2011)
En décembre 2006, Stan Wright est contacté en urgence par la province irlandaise du Leinster, qui connaît une crise au poste de pilier après les blessures de Will Green et de Fosi Pala'amo (en) à l'aube d'une rencontre de Coupe d'Europe,. Le choix de Wright par le Leinster fait suite à une recommandation faite à l'entraîneur des avants du Leinster Mike Brewer par un collègue néo-zélandais. Son recrutement, surprenant compte tenu de son expérience et du niveau du Leinster, est critiqué aussi bien Irlande qu'en Nouvelle-Zélande, dont la presse déclare qu'il n'est qu'un « joueur honnête ». L'entraîneur principal du Leinster, Michael Cheika, déclare lui même : « Nous sommes réalistes à propos de Stan. Vous n'allez pas trouver un pilier de classe mondiale traînant sans rien faire à cette période de l'année ». Il rejoint l'équipe basée à Dublin le 3 décembre, et se fait remarquer par son habillement inadapté au climat hivernal irlandais et sa condition physique loin des standards du haut niveau. Malgré cela, moins d'une semaine après son arrivée, il est tout de même titularisé au poste de pilier droit pour le match face au SU Agen,. Hors de forme et malmené en mêlée fermé par la première ligne agenaise composée notamment de l'Argentin Eusebio Guiñazú et de l'ancien All Black Kees Meeuws, il doit être remplacé à la mi-temps par le vétéran Reggie Corrigan,,. Malgré ces débuts compliqués, il continue d'être régulièrement utilisé par le Leinster jusqu'à la fin de la saison, profitant de sa polyvalence rare entre les postes de pilier gauche et droit,.
Conservé pour la saison 2007-2008, il devient après une préparation physique complète, un titulaire indiscutable au poste de pilier droit au sein de l'équipe irlandaise, se distinguant aussi bien par sa tenue en mêlée que par sa disponibilité dans le jeu courant,,. Son émergence au plus haut niveau, combiné au recrutement de l'ancien Springbok Ollie Le Roux, est considéré comme l'un des facteurs aux forts progrès de son équipe. Il devient également un des joueurs favori du public du Leinster, pour son attitude sur et en dehors du terrain,. Au terme de sa seconde saison, son équipe remporte la Celtic League, et il se voit nommé au sein du XV de l'année du championnat,.
Toujours indiscutable à droite lors de la saison 2008-2009, il est titulaire lors du premier sacre européen face aux Leicester Tigers. Il prend une part prépondérante au succès de son équipe, et joue l'intégralité de la partie, à l'exception des dix minutes d'exclusion conséquentes à un carton jaune,. Pour sa contribution, il est élu "héro méconnu" de la saison par le syndicat des joueurs irlandais,.
Lors de sa quatrième saison en Irlande, il se voit davantage utilisé au poste de pilier gauche, à cause de la présence de CJ van der Linde et de Mike Ross à droite,. C'est à ce poste de pilier gauche qu'il est titularisé lors de la finale de Celtic League, que son équipe perd face aux Ospreys,.
En août 2010, il se rompt le tendon d'Achille lors d'un match amical de préparation, ce qui l'écarte des terrains pendant six mois. Il fait son retour en février 2011, et se voit utilisé principalement dans un rôle de remplaçant lors du restant de la saison,. Il est ainsi la doublure de Mike Ross et Cian Healy lors du deuxième titre européen du Leinster, remporté face aux Northampton Saints. Il est également remplaçant lors de la finale de Celtic League perdue face au Munster, pour ce qui est son dernier match avec son équipe.
Il quitte le Leinster en 2011, après cinq saisons, et 93 matchs, dont trente en Coupe d'Europe. Arrivé dans l'anonymat, il est par la suite considéré comme l'un des meilleur recrutement de la franchise, voire du rugby irlandais dans son ensemble,,,.

### Fin de carrière en France (2011-2016)

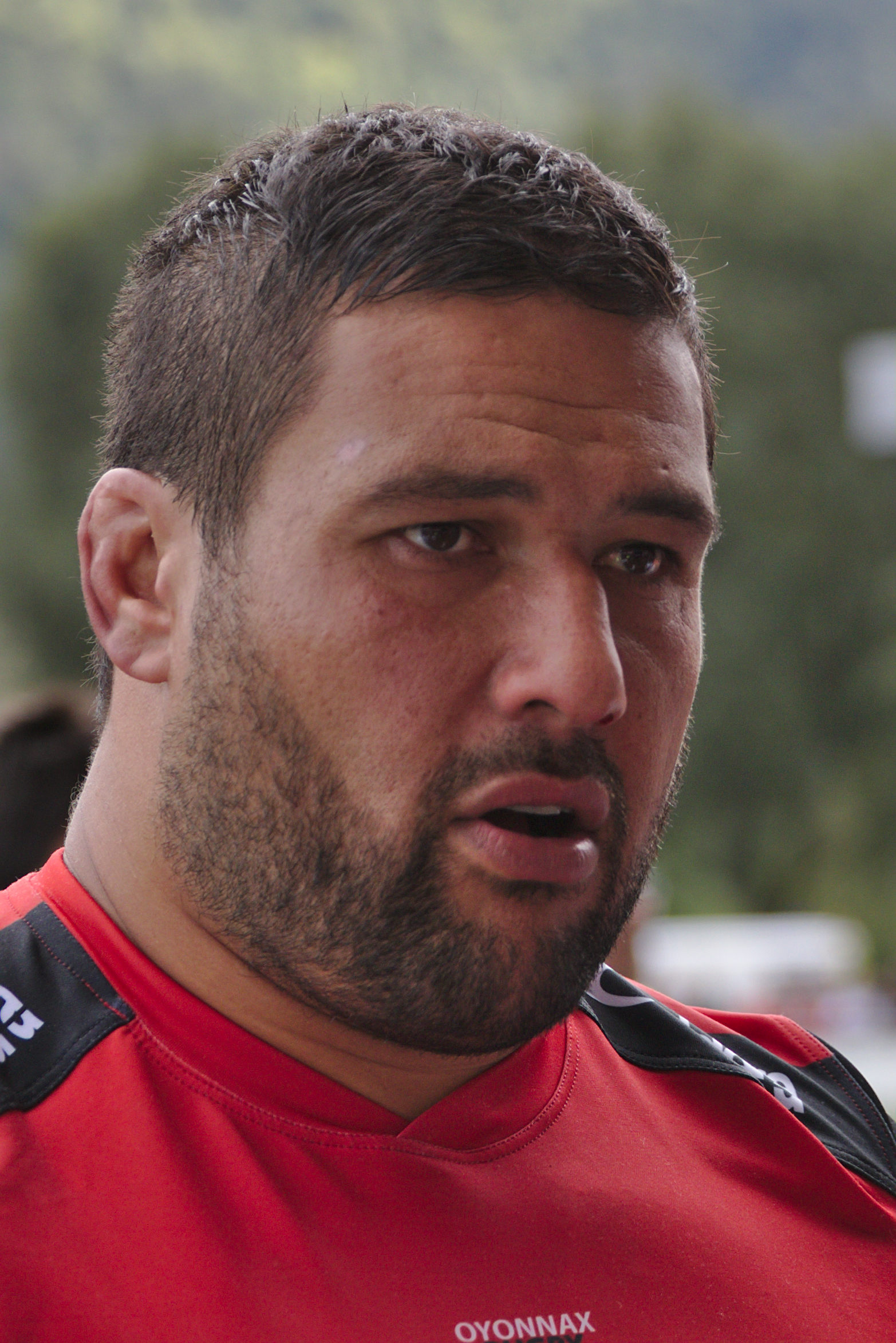
Stan Wright avec l'US Oyonnax, en septembre 2015.

En 2011, Stan Wright s'engage pour deux saisons (plus une troisième en option) avec le Stade français en Top 14, où il retrouve son ancien entraîneur Michael Cheika,. Il joue son premier match sous ses nouvelles couleurs le 26 août 2011 face à l'Union Bordeaux Bègles. Lors de sa première saison, il est très régulièrement utilisé au poste de pilier droit, et partage son temps de jeu avec l'international français David Attoub. En 2012-2013, l'émergence de Rabah Slimani fait qu'il est surtout utilisé au poste de pilier gauche, et voit son nombre de titularisation baisser drastiquement (10 matchs comme titulaire sur 27). Il est remplaçant lors de la finale de Challenge européen que son club perd face à son ancienne équipe du Leinster. Au terme de sa deuxième saison dans la capitale, son contrat n'est pas renouvelé et il quitte le club.
De retour avec son équipe nationale, il mène les Îles Cook lors des qualifications pour la Coupe du monde 2015 en 2013 et 2014, qui se terminent par une large défaite face aux Fidji,,.
Après son départ du Stade français, il rejoint à l'âge de trente-cinq ans le RC Narbonne en Pro D2,. Auteur d'une première saison pleine (28 matchs dont 21 titularisations, et cinq essais inscrits), il voit son contrat prolongé pour une saison supplémentaire,. Il effectue alors une deuxième saison du même acabit, mais quitte cette fois le club au terme de celle-ci.
Âgé de trente-sept ans, il semble alors se diriger vers une fin de carrière, quand il s'engage finalement comme joueur supplémentaire avec l'US Oyonnax en Top 14, compensant la blessure de Jérémy Castex,. Il joue régulièrement en début de saison, avant de voir son temps de jeu s'amenuiser au fil de la saison,. Il quitte le club à la fin de la saison, et met un terme à sa carrière professionnelle.

### Retour en Nouvelle-Zélande et carrière d'entraîneur (depuis 2016)
Stan Wright retourne vivre en Nouvelle-Zélande en 2016 où, s'installant dans la région de Wellington, il lance son entreprise de construction. Il continue à jouer dans le championnat amateur de la fédération de Wairarapa Bush, avec les Marist de Masterton. Il joue également avec l'équipe province de Wairarapa Bush lors du Heartland Championship la même année,.
Avec son retour dans l'hémisphère sud, commence également sa carrière d'entraîneur, prenant en charge l'équipe senior des Îles Cook en 2016, simultanément à celle des moins de 20 ans,. Il occupe ce rôle pendant moins d'un an, avant de le quitter en février 2017 après un désaccord avec la fédération.
Il entraîne ensuite l'équipe du Wairarapa College avant d'être, en 2018, à nouveau nommé sélectionneur des Îles Cook pour les qualifications pour la Coupe du monde 2019,. Cette aventure se termine par une défaite lors de la double confrontation face à Hong Kong.
En Nouvelle-Zélande, il continue de jouer et d'entraîner avec divers club locaux, et dirige également les avants de la province de Wairarapa Bush. C'est ainsi qu'il est appelé à rechausser les crampons, malgré son âge avancé, lors d'un match avec Wairarapa Bush lors du Heartland Championship 2021, et pour un autre la saison suivante,,. Lors de ce dernier match, il joue avec son fils Stan Wright Junior, pilier également, et rejoint le groupe très restreint de duo père-fils ayant joués ensemble lors d'un match provincial. En 2024, à 45 ans, il continue de jouer avec son fils avec le club du Marist RFC.

## Palmarès
- Vainqueur de la Celtic League en 2008 avec le Leinster.
- Finaliste de la Celtic League en 2010 et 2011 avec le Leinster.
- Vainqueur de la Coupe d'Europe en 2009 et 2011 avec le Leinster.
- Finaliste du Challenge européen en 2013 avec le Stade français.